# Suning Universal
Suning Universal (in cinese: 苏宁置业集团有限公司) è una società cinese che opera nel settore del real estate, fondata da Zhang Guiping  fratello maggiore di Zhang Jindong, cofondatore di Suning.com, quotata alla Borsa di Shenzhen. La Società è anche coinvolta nella produzione e vendita di cemento e altri materiali da costruzione, nella gestione di alberghi e nell'investimento in programmi televisivi e cinematografici. La Società opera nel mercato interno, con Nanchino e Yixing nella provincia di Jiangsu, in Cina, come mercati principali.